# Землетрус у Мексиці (2003)
Землетрус 21 (22) січня 2003 р. в Мексиці
Епіцентр був розташований на тихоокеанському узбережжі, в мексиканському штаті Коліма. Землетрус відчувався в Мехіко, і у південній частині США. 7,6 бали за шкалою Ріхтера.
Час землетрусу
- 2 години 06 хвилин за Гринвічем (UTC) : 02:06:34 — ГС РАН; 02:06:33.64 — NEIC, USGS
- 20:06 за місцевим часом.

Координати епіцентру:
- 18,48° пн. ш., 104,09° зх. д., глибина 33,00 км. — ГС РАН
- 18,84° пн. ш., 103,82° зх. д., глибина 24,0 км. — NEIC, USGS

Магнітуди
- Mb = 6,1 Ms = 7,7 — ГС РАН
- Mb = 6,4 Ms = 7,4 M = 7,8 (GS) — NEIC, USGS

Потужність: 9–9,5 бала — ГС РАН